# Лендеры (железнодорожная станция)
Ле́ндеры (фин. Lentiera) — конечная (тупиковая) железнодорожная станция Октябрьской железной дороги на перегоне Брусничная — Лендеры Западно-Карельской магистрали. Ось станции расположена на ординате 60,3 км.

## Общие сведения
Станция территориально расположена в населённом пункте  станция Лендеры Муезерского района Республики Карелия. Сдана в эксплуатацию 1 ноября 1960 года в составе первой очереди Западно-Карельской магистрали. На участке Брусничная — Лендеры связь при движении поездов обеспечивает электрожезловая система. Перед чётной горловиной станции расположен действующий семафор. Станция оборудована современным пассажирским павильоном и новыми информационными табличками, установленными на пассажирской платформе. Здание вокзала закрыто, билетная касса не работает. Билеты приобретаются у проводника вагона.
Изначально от чётной горловины станции отходил подъездной путь длиной около 4,5 км к Лендерскому леспромхозу, расположенному на территории посёлка Лендеры-1. В настоящее время разобран.
Станция расположена в пограничной зоне. Въезд возможен только при соответствующем разрешении.

## Пассажирское движение
С лета 2022 года запущен пригородный поезд РА3 «Орлан» сообщением 6671/6672 Лендеры — Костомукша, отправлением со станции в 05:00 по понедельникам и средам и прибытием обратно в Лендеры в 00:10 по вторникам и четвергам. По состоянию на 2024 год по станции четыре раза в неделю курсирует пригородный поезд сообщением Суккозеро — Лендеры — Суккозеро. С начала 2010-х годов существовала угроза полной отмены вагона Суккозеро — Лендеры вследствие убыточности перевозок. Более того, поезд отменялся с 1 сентября 2014 года по 1 октября 2014 года.
| Пригородное обращение по станции |
| -------------------------------- |
| Костомукша — Лендеры № 6674/6673 |
| Лендеры — Костомукша № 6671/6672 |
| Суккозеро — Лендеры № 6656       |
| Лендеры — Суккозеро № 6657       |
| Суккозеро — Лендеры № 6658       |
| Лендеры — Суккозеро № 6659       |

## Галерея

Станция Лендеры
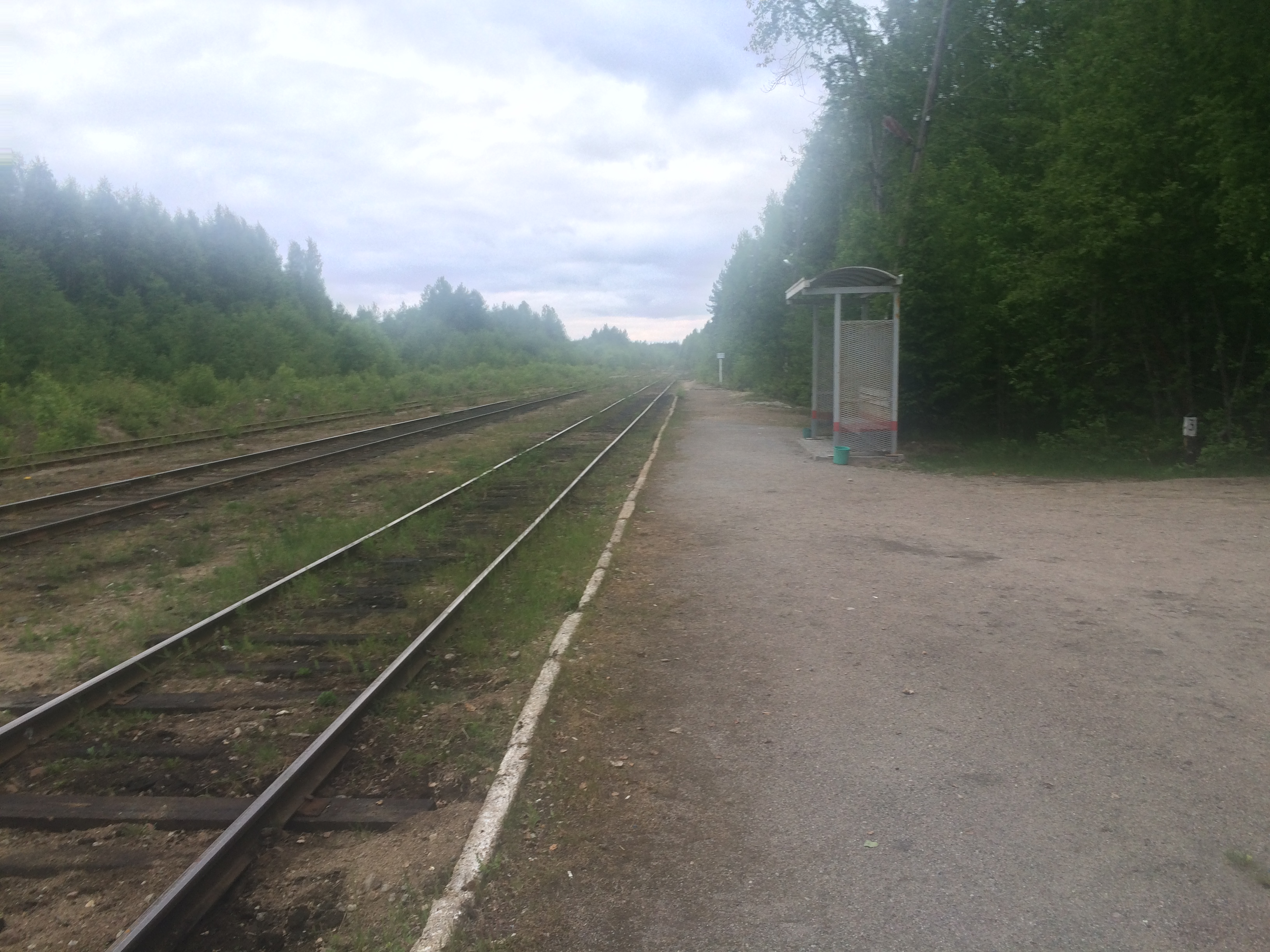
Вид в сторону тупика.
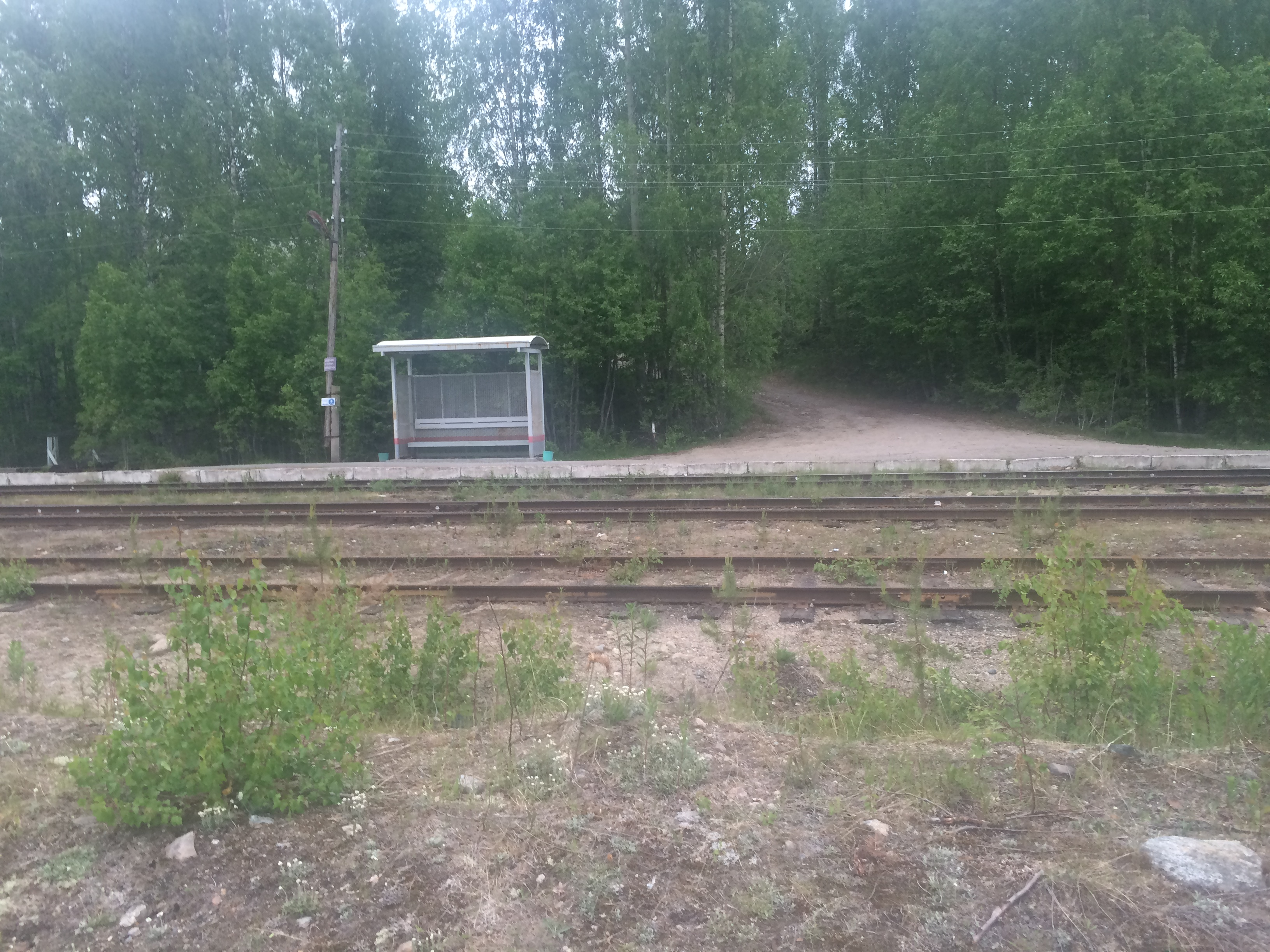
Пассажирский павильон.
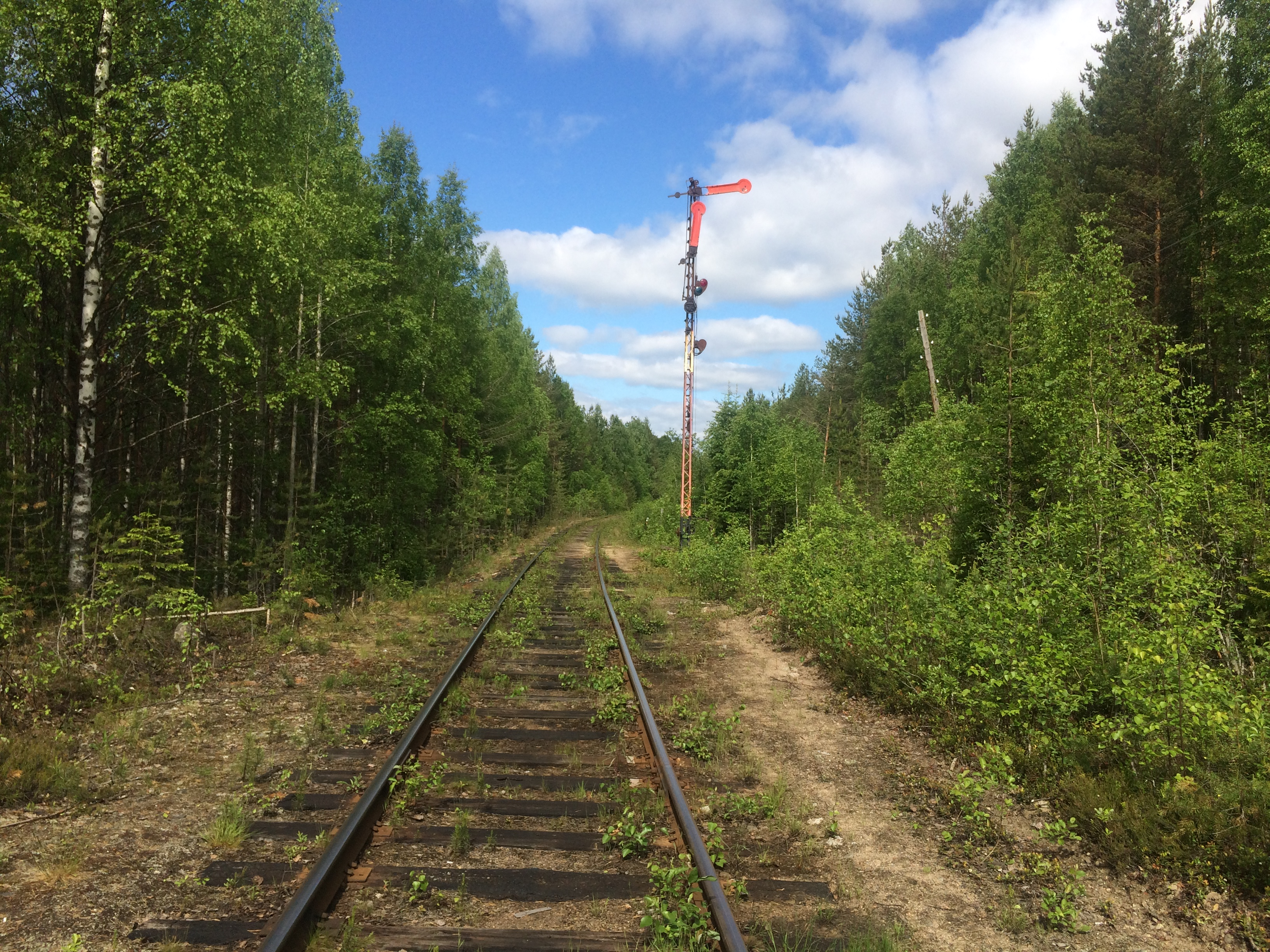
Входной чётный семафор.
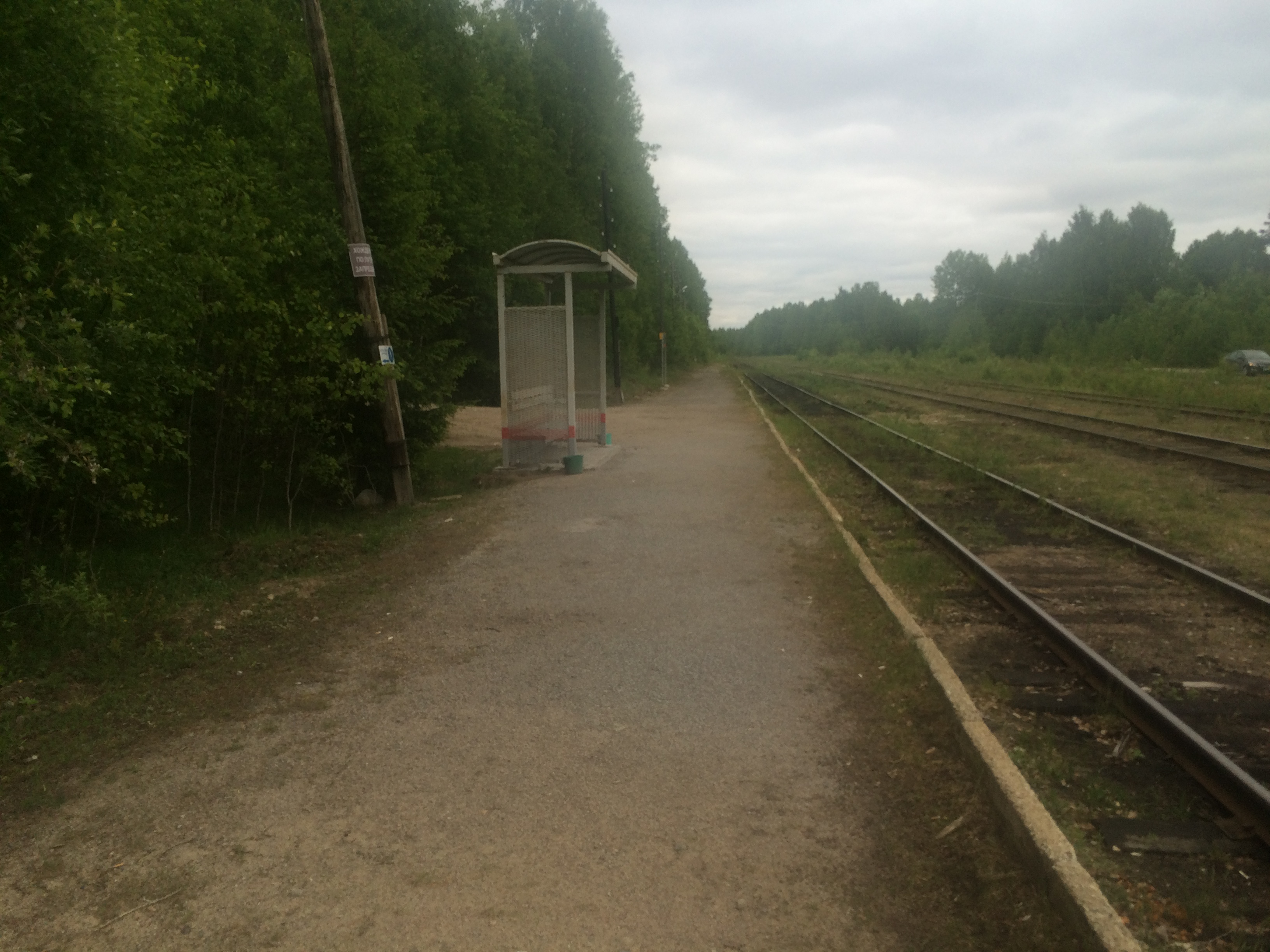
Вид в сторону ст. Брусничная.